# Комикон
Комикон (Comicon) је био стрип-часопис који је издавала загребачка издавачка кућа Мориа почетком деведесетих година 20. века. Излазио је у нередовним размацима, али је квалитетом штампе и папира био једно од бољих стрип-издања СФРЈ тога времена. Формат је био А4, корице + 64 стране, а објављивао је углавном стране стипове најпознатијих светских аутора (Мебијус, Херман, Лецер, Либераторе...).
Главни и одговорни уредник и власник часописа је био Иво Миличевић.